# Forma jurídica
As formas jurídicas caracterizam a forma que uma pessoa jurídica se representa na sociedade.
As diversas formas jurídicas existentes hoje são a "firma individual", a "sociedade empresária" e a "sociedade civil".
A forma individual é formada por uma pessoa física - denominado empresário - que dará o seu nome à firma ficando como único responsável por todos os atos da empresa. Este tipo de Forma Jurídica se aplica a atividades de indústria, comércio ou de serviços comuns (não intelectuais).
A sociedade empresária, assim como a anterior, não pode exercer atividades de prestação de serviços, apenas atividades comerciais, industriais ou serviços comuns (não intelectuais). Uma sociedade empresária deve ser formada por dois ou mais sócios e é regulamentada pelo Direito comercial estando sujeitas as falências. Uma Sociedade Empresária pode ser dos tipos:
1. Sociedade em Nome Coletivo
2. Sociedade em Comandita Simples
3. Sociedade Limitada (Ltda.)
4. Sociedade Anônima (S.A.)
5. Sociedade em Comandita por Ações

A sociedade civil (S/C), assim como a anterior, deve ser formada por dois ou mais sócios, porém, esta não pode exercer atividades comerciais ou industriais. A Sociedade Civil deve ter como "único objetivo a prestação de serviços". As sociedades civis são regulamentadas pelo Código Civil, e não estão sujeitas as falências. Exemplos de sociedade civil são escolas, bancos e hospitais.